# 台灣大眾幸福黨
台灣大眾幸福黨，又名羅東案，為台灣戒嚴時期的一場政治案件。
該黨由當時的宜蘭縣羅東鎮人陳泉福、陳啟智、黃禎義、林樹欉等人發起，由於不滿國民政府對台灣人的壓迫與差別待遇，決定籌組政黨以非武裝方式推翻國民政府，實現台灣獨立；1965年9月陳泉福等人在經過長期籌備後，決定組成台灣大眾幸福黨，並草擬組織草綱、青年同盟組織草案、入黨誓詞、組織草案等文件；而且陳泉福等人也與顏尹謨、林水泉等人有所往來，並曾參與顏尹謨等人組織的全國青年團結促進會的活動。
1965年秘密成立「臺灣大眾幸福黨」，黨員有教師、大學生、醫師、公務員、工人、商人等。因與「全國青年團結促進會」林水泉等素有聯繫，故被牽連破獲。1967年12月至1968年4月，羅東中學教師黃英武等19人陸續被捕，1968年判決，陳泉福、黃英武、黃禎叢、陳啟智、黃恒正、黃正雄、廖正雄等8人判刑12年；林德川等6人判10年徒刑；邱廣生等3人6年徒刑；1人5年徒刑，1人交付感訓。